# Олександр Ерік
Олекса́ндр Е́рік, справжнє прізвище Нагові́цин Олекса́ндр Ники́форович (*1909, присілок Омутниця, Глазовський район — †25 червня 1952) — удмуртський поет, журналіст. Учасник антинімецького руху опору у Франції. 

## Біографія
Закінчив курси радянських робітників в Іжевську. Закінчив Московський інститут журналістики. З 1928 року працював у газеті «Выль гурт» (Глазов) та «Удмурт коммуна» (Іжевськ). В роки Другої світової війни потрапив в полон, втік з концтабору у місті Оффенбург та бився у рядах французького опору. 
1951  заарештований за зраду СССР і 1952 розстріляний. 
Реабілітований посмертно 1990.

## Творчість
Публікувався з 1928 року під псевдонімами Ерік, Очко Санко. Фейлетони, написані римованою прозою в стилі діда Шамардана, підписував псевдонімом Чебер Чипчирган. В збірках віршів «Кылбурстрой» («Віршобуд»; 1931), «Чукна» («Ранок»; 1935) прославляв соціальні перетворення та індустріалізацію в країні. Написав поеми «Туктым» (1934) та «Ми» («Мы»; 1935). Працював над романом «Кужым дыа» («Сили міцніють»), уривки з якого опублікував в журналі «Кылбурет удысын» («На фронті літератури»). Рукописи повісті «На чужині», розповіді «Лыкты одно ик» («Приходь обов'язково») та перекладені нариси В. Г. Короленка на удмуртську мову були спалені в ДПУ. П'єса «Улон куашка» («Життя руйнується») знаходиться у брата Еріка. Низка віршів, покладених на музику М. М. Бивальцевим, увійшли в народний пісенний репертуар.